# Крізь об'єктив (фільм)
«Крізь об'єктив» (англ. Picture This, інша назва -«Уяви собі») — американський телевізійний комедійний фільм 2008 року режисера Стівена Герека. Прем'єра відбулася 13 липня 2008 року. У головній ролі Ешлі Тісдейл.

## Зміст
У Менді дуже суворі батьки, які контролюють кожен крок дівчини. Отримавши запрошення на круту тусовку від самого класного хлопця в школі, героїня розуміє, що не може упустити такий шанс. Батькам вона бреше, що йде до своїх подружок, але тут її чекає проблема. Батько наполіг на сеансі відеозв'язку кожні півгодини. Менді і її товариші намагаються придумати, як за допомогою сучасних засобів сфабрикувати навколишнє оточення.

## Ролі
| Актор                | Роль          |
| -------------------- | ------------- |
| Ешлі Тісдейл         | Менді Гілберт |
| Роббі Амелл          | Дрю Петтерсон |
| Лоурен Коллінз       | Алекса        |
| Шеней Граймс         | Кайен         |
| Сінді Басбі          | Ліза Крос     |
| Кевін Поллак         | Том Гілберт   |
| Марі-Маргарит Сабонк | Блер          |
| Анджела Галуппі      | Кімберлі      |
| Максим Рой           | Марша Гілберт |
| Меттью Раудсепп      | Денні Шерпел  |

## Знімальна група
- Режисер — Стівен Герек
- Сценарист — Темпл Метьюз
- Продюсер — Патрік Г'юз, Браян Рейлі, Рон Гілберт
- Композитор — Річард Марвін